# Моррисон, Брайан
Брайан Моррисон (англ. Bryan Morrison, род. 14 августа 1942, Великобритания — 27 сентября 2008, Великобритания) — английский бизнесмен, музыкальный издатель и профессиональный игрок в поло.

## Карьера
Самым известным клиентом Моррисона была группа Pink Floyd. Его компания, Bryan Morrison Agency, была одним из ведущих лондонских концертных агентств в жанрах R&B и прогрессивного рока, а также по организации туров для британских артистов в США. Также, Моррисон имел эксклюзивные договорённости по организации концертов в таких клубах, как Blaises, The Cromwellian, а также The Revolution на Брутон-стрит. Среди других известных исполнителей интересы которых представляло агентство Моррисона фигурировали: Fairport Convention, Incredible String Band, T. Rex, The Pretty Things, The Deviants и Pink Fairies. Помимо этого, на раннем этапе Моррисон помогал Джону Шатту расширить его компанию Music Management Company, которая в итоге переросла в организацию The Filmpow Group.
В 1968 году он основал издательскую компанию Lupus Music, которая выпускала музыкальный материал таких артистов, как Pink Floyd, Сид Барретт, The Pretty Things, The Aynsley Dunbar Retaliation, T. Rex, Doctors of Madness и Free.
В 1977 году Моррисон расширил свой издательский бизнес основав ещё две фирмы — And Son Music, которая сотрудничала с Джон Отуэйем и группой The Jam, и Bryan Morrison Music, которая занималась выпуском материала Secret Affair, Haircut 100 Ричарда Стрейнджа.
В 1981 году Моррисон подписал партнёрское соглашение с Диком Лихи, объединившись с ним в компанию Morrison/Leahy Music. Впоследствии она занималась изданием записей группы Wham!, а также сольного материала Джорджа Майкла.
Моррисон увлекался игрой в поло и некоторое время был президентом клуба Ham Polo Club. Позднее он основал свой собственный, под названием Royal County of Berkshire Polo Club. 
Умер в сентябре 2008 года из-за несчастного случая во время игры в поло, некоторое время находившись в коме. Впоследствии сын Моррисона, Джейми, представлял Англию на международных соревнованиях по поло и стал председателем отцовского клуба.